# Antoine Delesvaux
Antoine Delesvaux, né le 6 septembre 1979 à Paray-le-Monial,, est un producteur et réalisateur français, fondateur en 2001 de la Station Animation puis de Autochenille Production, avec les auteurs de bandes dessinées Joann Sfar et Clément Oubrerie, dédiée à l'adaptation de leurs œuvres au cinéma.
Il est aussi co-réalisateur avec Joann Sfar du film d'animation Le Chat du Rabbin, Prix Spécial de la Fondation Gan pour le Cinéma en 2008 et qui a remporté le César du meilleur film d'animation et le Cristal au festival d'Annecy en 2012.
Il a également produit Aya de Yopougon, réalisé par Clément Oubrerie et Marguerite Abouet.
Antoine Delesvaux agit en tant que producteur exécutif et artistique pour des films tels que The Prophet, réalisé par Roger Allers et produit par Salma Hayek, avec Joann Sfar réalisant l'un des segments. Il a également travaillé comme producteur exécutif sur Mandy, réalisé par Panos Cosmatos.
En 2019, il s'est associé à Aton Soumache avec lequel il a co-produit Petit Vampire, réalisé par Joann Sfar. 
Par la suite, il a assuré la production artistique de films d'animation traditionnels chez On Entertainement (Mediawan Kids and Family), notamment Le Petit Nicolas, réalisé par Amandine Fredon et Benjamin Massoubre.
En 2022, il a accompagné le lancement de Picture Box, la société de production fondée par Sylvain Chomet et Aton Soumache. Notamment à la production du long métrage Marcel et Monsieur Pagnol et du générique d’ouverture du film Joker : Folie à deux, tous deux réalisés par Sylvain Chomet
Parallèlement à ses activités en France, il accompagne le développement de nouveaux projets d’animation aux États-Unis.
Il fonde également Lemerle, société spécialisée dans les technologies sportives innovantes. En 2025, Lemerle conclut un partenariat stratégique avec le PGA TOUR pour déployer des solutions de putting connecté auprès des golfeurs du monde entier, en intégration avec les écosystèmes numériques du PGA TOUR.
Antoine Delesvaux est reconnu comme l’un des producteurs majeurs de l’animation traditionnelle en Europe, avec un engagement croissant dans les industries créatives et technologiques aux États-Unis.